# Phytomyza jonaitisi
Phytomyza jonaitisi este o specie de muște din genul Phytomyza, familia Agromyzidae, descrisă de Pakalniskis în anul 1996. Conform Catalogue of Life specia Phytomyza jonaitisi nu are subspecii cunoscute.